# Тайпе Арена
„Тайпе Арена“ (на китайски: 臺北巨蛋) е затворена, спортна арена в тайванската столица Тайпе. Построен през 2005 година, мултифункционалният стадион може да се приспособи за големи международни спортни събития като фигурно пързаляне, хокей на лед, гимнастика, хандбал, баскетбол, бадминтон, тенис на маса, шоубол, бокс, джудо, карате, таекуон-до и борба. Има капацитет до 15 085 души.

## Изграждане
Арената е проектирана от „Archasia“, архитектурна фирма, установена в Тайпе. Намира се на мястото на бившия Тайпейски градски бейзболен стадион. Арената отваря врати на 1 декември 2005 г. Главната арена има подвижен под, чийто мининалми размери са 60 m × 30 m, а максимални – 80 m × 40 m.